# Вилла делла Реджина
Вилла делла Реджина (итал. Villa della Regina — Вилла Королевы) — памятник истории и культуры, бывшая резиденция правителей династии Савойского дома в окрестностях Турина, Пьемонт, Северная Италия. Расположена в восточно-холмистой части пригорода, в районе Борго По. В 1997 году вилла как часть объекта «Резиденции королевского Савойского дома» внесена в список Всемирного наследия ЮНЕСКО.

## История
Первое сооружение было спроектировано в начале 1615 года итальянским архитектором и военным инженером Асканио Витоцци, проектировщиком Королевского дворца Турина, по велению Маурицио ди Савойя — сначала кардинала, а затем, с 1641 года, принца Онельи.
Когда в том же 1615 году архитектор скончался, проект продолжали его сотрудники, отец и сын Карло и Амедео ди Кастелламонте. Здание было построено для принца-кардинала Маурицио Савойского, второго сына герцога Карло Эмануэле I во время правления его брата Виктора Амадея I, герцога Савойского. Поместье было задумано как роскошная загородная вилла с собственными виноградниками, отсюда и второе название: «Виноградник Мадам» (Vigna di Madama). Кардинал был человеком большой культуры, который впоследствии отказался от кардинальского пурпура, чтобы жить на этой вилле со своей племянницей Людовикой (или Луизой Кристиной) Савойской, которая в 1642 году, в возрасте тринадцати лет (ему было сорок девять), стала его женой. Поэтому вначале вилла называлась «Вилла Людовика», и в одном из её павильонов кардинал Маурицио организовывал встречи учёных и интеллектуалов. Этот салон посещали савойский историк Эмануэле Тезауро и будущий папа Иннокентий. Морис Савойский и его жена умерли на этой вилле в 1657 и 1692 годах соответственно.
В 1637 году Кристина Мария Французская стала регентом Савойи при своем маленьком сыне Карло Эмануэле II Савойском. Принц Маурицио Савойский и его брат Тома Франциск, принц Кариньяно, выступили против Регентства и бежали в Испанию. После своего возвращения в Турин Маурицио умер на вилле в 1657 году и завещал её своей жене Луизе Кристине Савойской, которая скончалась на вилле в 1692 году. После смерти Луизы Кристины в 1684 году вилла перешла к Анне Марии Орлеанской, племяннице французского короля Людовика XIV и женe Виктора Амадея II, герцога Савойского.
Большая часть существующего внешнего и внутреннего убранства виллы относится ко времени владения Анны Марии Орлеанской. Её муж, савойский герцог Виктор Амадей II с 1713 по 1720 год был королём Сицилии. С тех пор здание стало известно как Вилла делла Реджина («Вилла королевы»). Именно здесь в 1728 году умерла Анна Мария. На виллу переехала старшая дочь Анны Марии Мария Аделаида и попыталась воссоздать на вилле «маленький Версаль».
Позже вилла использовалась испанской королевой Сардинии Марией Антониеттой Фердинандой. Во время французской оккупации вилла была включена в императорское наследие (в 1805 году здесь проживал сам Наполеон). Вилла оставалась собственностью Савойского дома до 1868 года, когда она была подарена итальянским королём Виктором Эммануилом II Национальному институту дочерей итальянских военных (Nazionale per le Figlie dei Militari Italiani), а в 1994 году передан в собственность государства.
Поврежденная во время Второй мировой войны, ныне вилла после многолетней реставрации интерьеров открыта для публики.

## Архитектура и внутреннее убранство виллы
Пройдя по подъездному проспекту, посетитель попадает на эллиптическую квадратную террасу (так называемое Гранд Рондо), состоящую из двойной лестницы с центральным фонтаном диаметром 20 м. Внутри фонтана находится мраморная скульптура сидящего бога Нептуна, а по краям расположены 12 статуй речных божеств.
Центральный корпус главного фасада здания выступает вперёд по сравнению с двумя боковыми павильонами. Крышу центрального корпуса венчает П-образная балюстрада с шестью большими статуями. Позади дворца простирается обширный полуциркульный в плане сад, вырытый в холме, и расположенный на трёх уровнях, от него можно пройти к павильону Верхний Бельведер. В парке находится Павильон Солинги, здание пагоды, в котором ранее собиралась «Академия Солинги» (группа интеллектуалов во главе с кардиналом Маурицио Савойским). На вилле имеются много других павильонов, статуй и фонтанов с бассейнами. Вода, питающая бассейны и фонтаны, берётся из различных природных источников на холме выше. Венчает сад большой лес. В 2016 году парк Виллы Реджина был избран научным комитетом конкурса «Самый красивый парк» среди десяти самых красивых парков и садов Италии.
Внутри, в главном зале на первом этаже, находятся фрески и картины Джованни Баттисты Крозато, Даниеля Сейтера и Коррадо Джаквинто, далее гротески Филиппо Минеи, росписи братьев Доменико и Джузеппе Валериани. В ближайших комнатах имеется также мебель и орнаментальная лепнина в стиле рококо, в одной из четырёх «китайских гостиных» драгоценные китайские шкафы из лака и золочёного дерева. Часть обстановки комнат, в том числе знаменитые книжные стеллажи, созданные краснодеревщиком Пьетро Пиффетти (так называемая Библиотека Пиффетти) в 1879 году были перенесены в Квиринальский дворец в Риме.

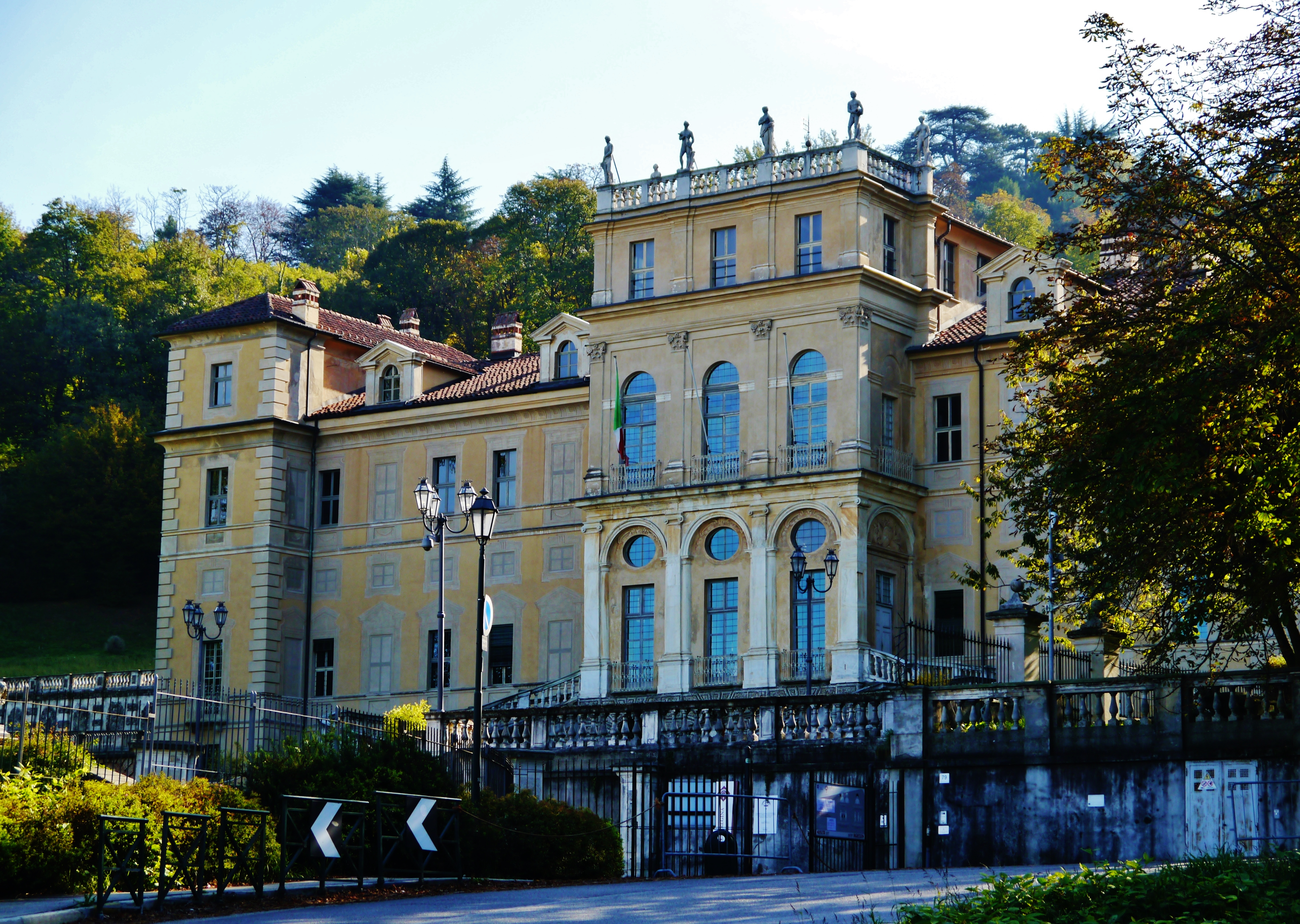
Западный фасад
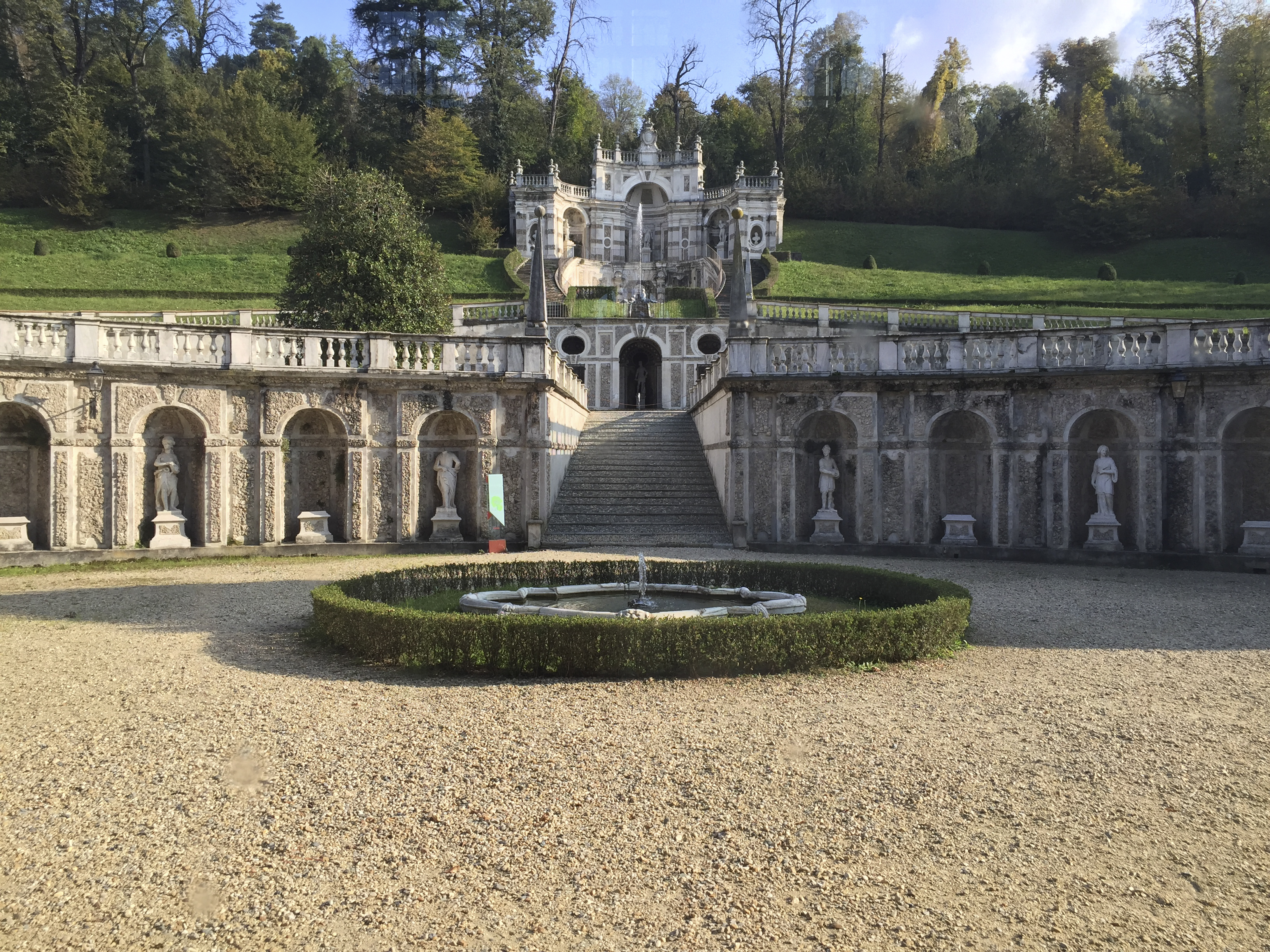
Амфитеатр и Верхний Бельведер
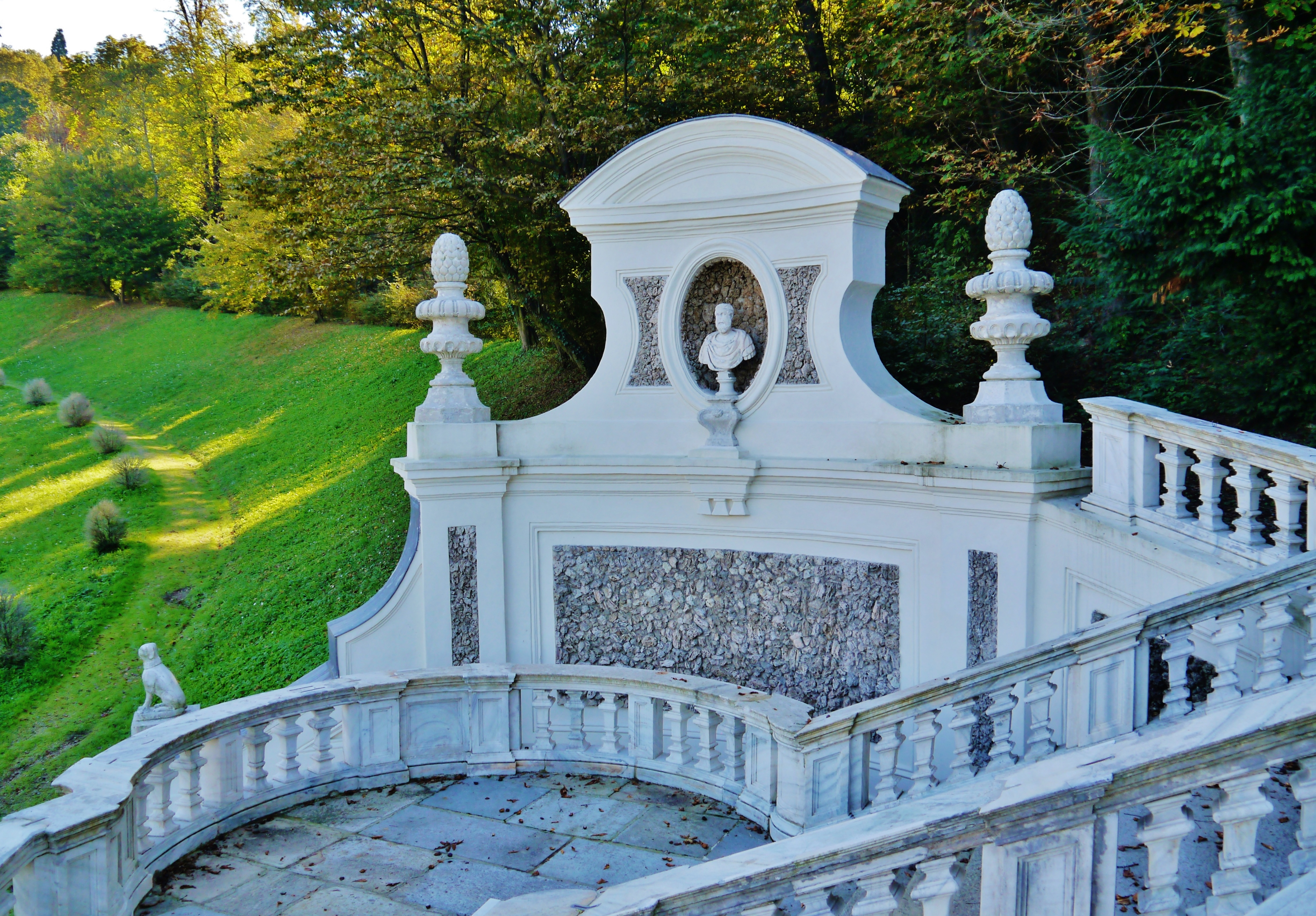
Лестница парка
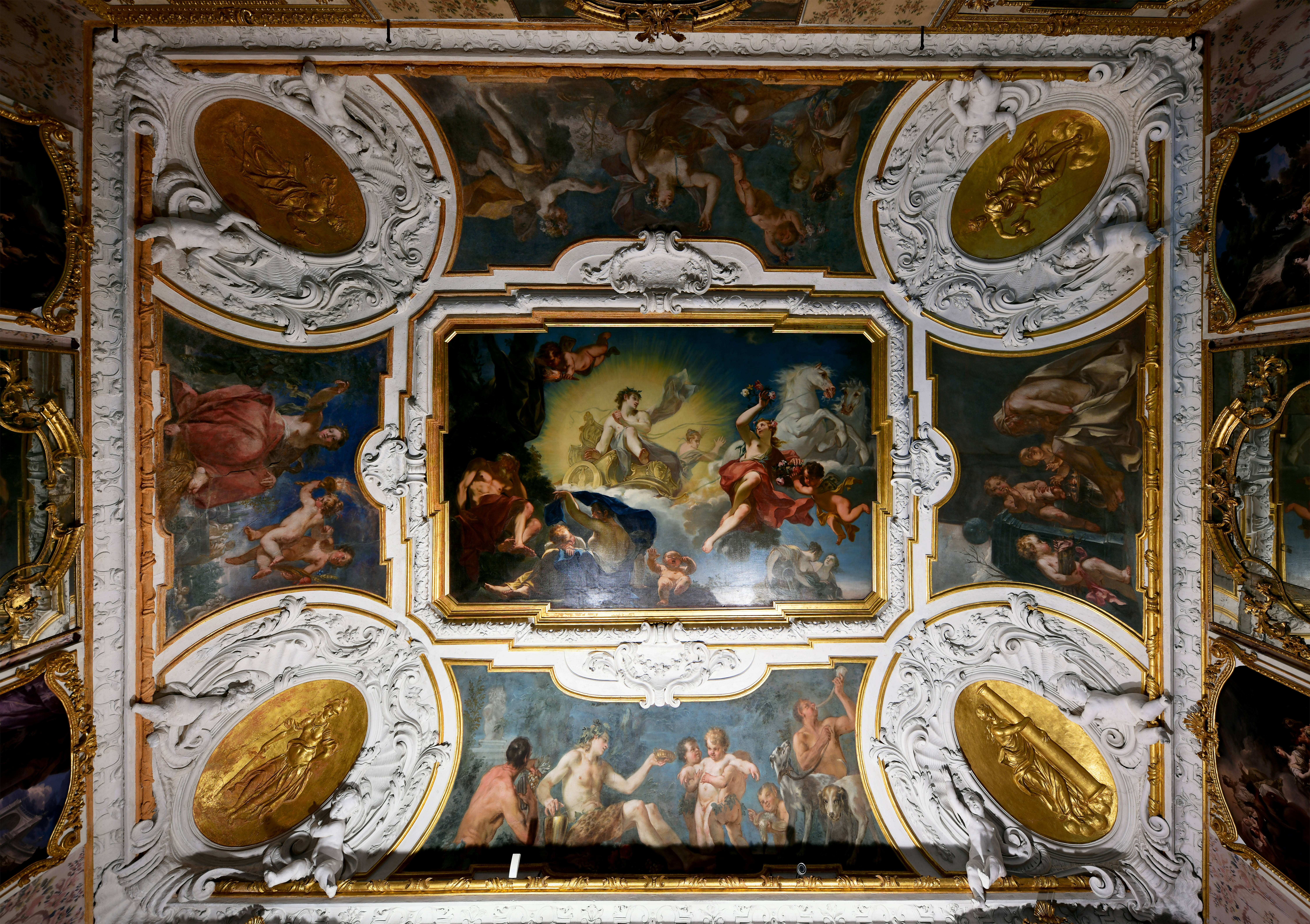
Плафон главного зала
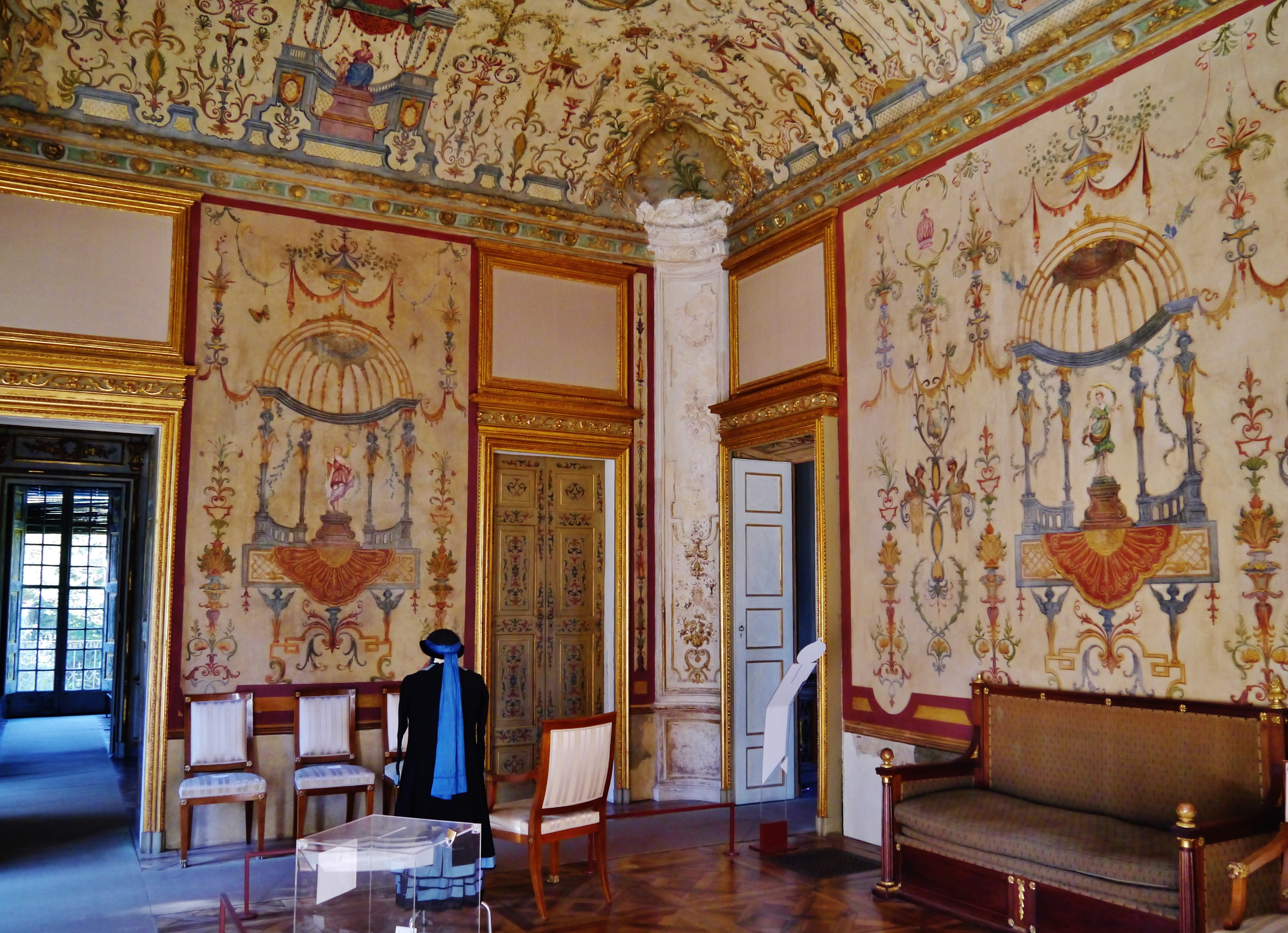
Восточная антикамера
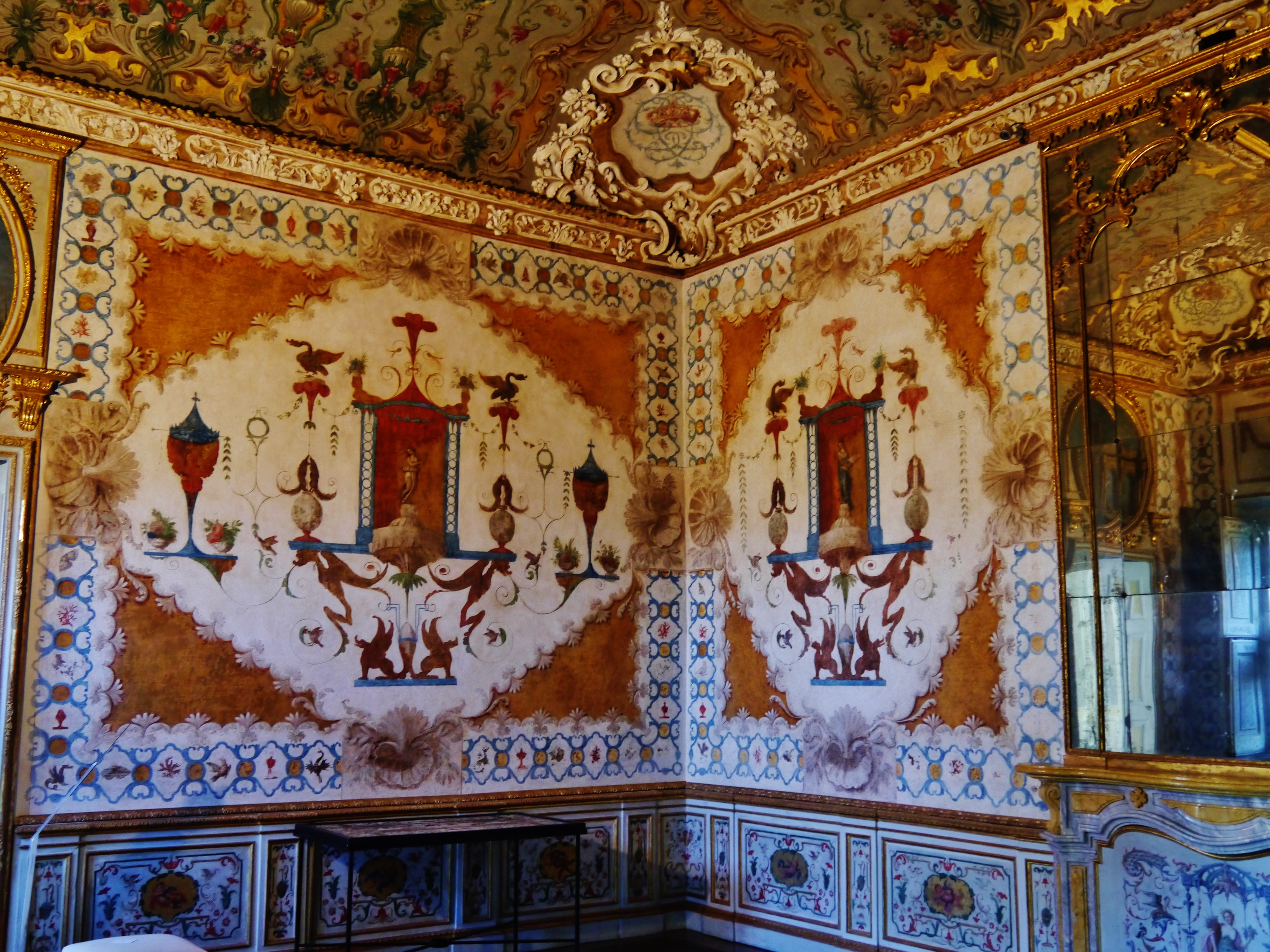
Западная антикамера
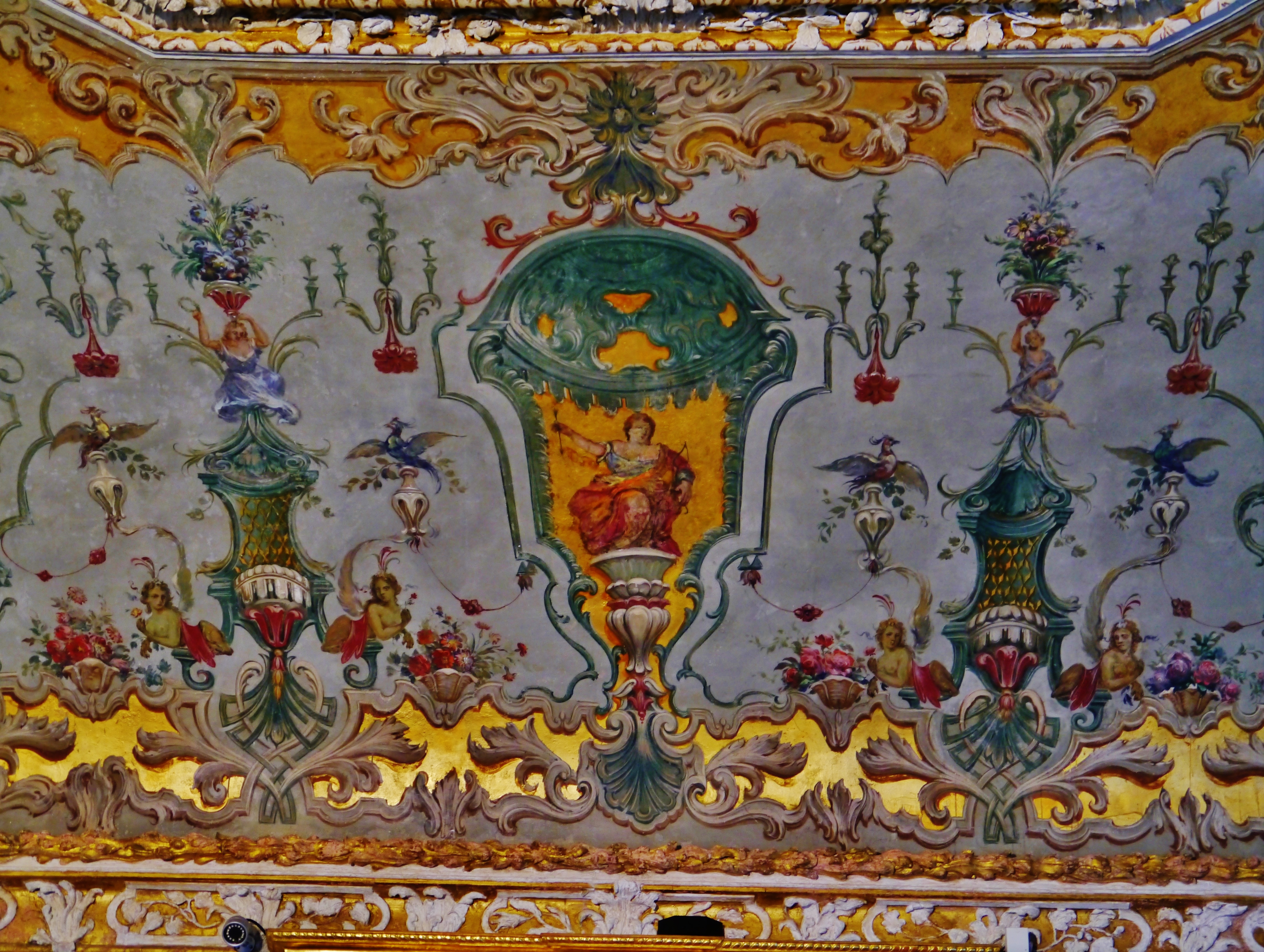
Деталь росписи Западной антикамеры
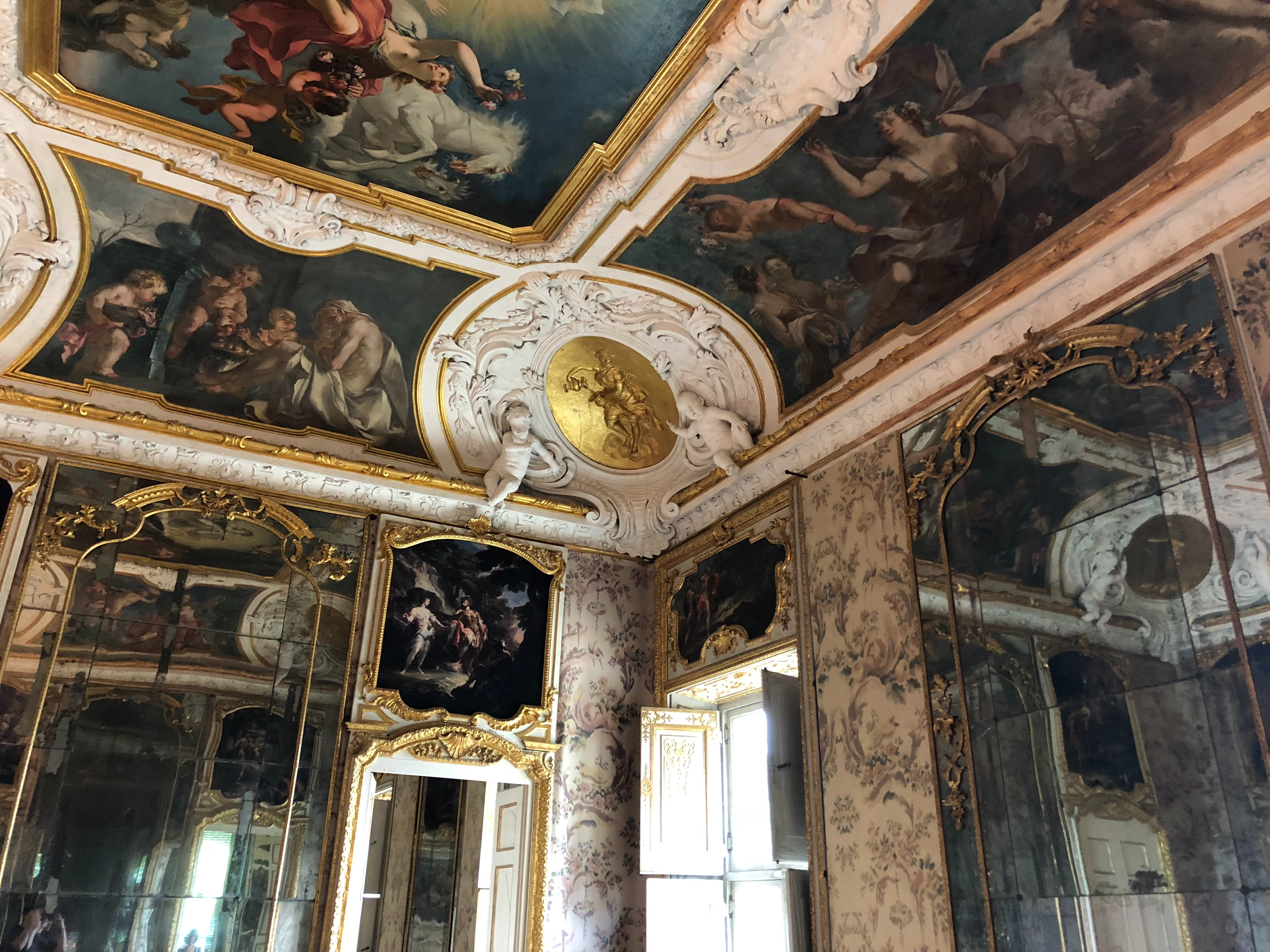
Верхний Бельведер. Интерьер
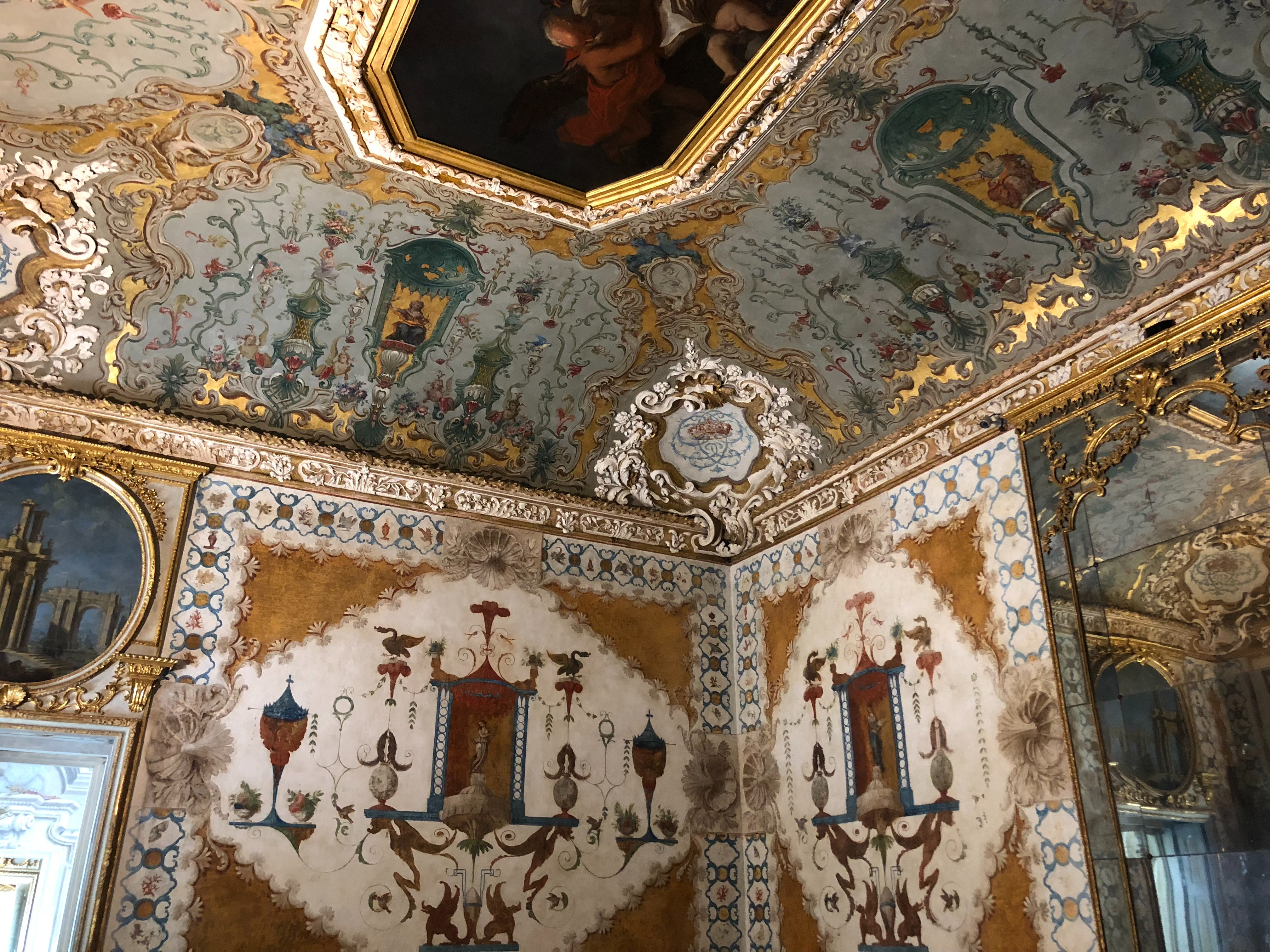
Верхний Бельведер. Китайский зал